# خط زمني لفيروسات وديدان الحاسوب

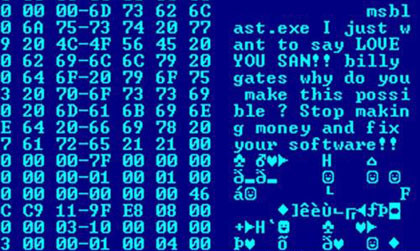

لا تخلط بين هذا المقال ومقال قائمة ديدان حاسوب
هذا التسلسل الزمني لفيروسات الكمبيوتر والديدان يعرض التسلسل الجدير بالذكر عن فيروسات الحاسوب viruses وديدان الحاسوب worms وحصان طروادة Trojan horse وأي برمجيات خبيثة Malware مشابهة تم كشفه في الأبحاث أوالأحداث ذات الصلة.

## بداية من 1949
تم نشر مقال لجون فون نيومان عن نظرية التكاثر الآلي الذاتي، المقال كان بناء على محاضرة له هو نفسه في جامعة إلينوي في إربانا-شامبين عن عن " النظرية والتنظيم الآلي الذاتي المعقد سنة 1949 .

## السبعينيات (من 1970 إلى 1979)

### 1971
الزاحف (برنامج ) [الإنجليزية] وكان برنامج تجريبي اختباري ذاتي التكرار (متكرر) كتبه بوب توماس في بن تكنولوجيز لاختبار نظرية جون فون نيومان. وكان يعمل على نظام العمليات المسمى تينيكس [الإنجليزية] الزاحف إكتسب الوصول عبر أربانيت ARPNET ونسخ نفسه إلى النظام البعيد حيث الرسالة كانت «أنا الزاحف، إقبض علي إذا كنت تستطيع!». تم إنشاء برنامج ريبر في وقت لاحق لحذف الزاحف.

### 1973
في الفيلم الذي قام بعمله مايكل كريشتون المسمى ويستورلد عام 1973 إشارة مبكرة لمفهوم فيروس الكمبيوتر، كونه موضوع مؤامرة مركزية التي تسبب أنسان الي (أندرويد) لتشغيل ما يسمى أموك.
تلخص شخصية ألان أوبنهايمر المشكلة من خلال الإشارة إلى التالي أنه هناك نمط واضح هنا يشير إلى قياسا على عملية الأمراض المعدية، تنتشر من منطقة واحدة إلى المرحلة التالية. وقد ذكرت الردود: «ربما تكون هناك أوجه تشابه سطحية مع المرض»، و «يجب أن أعترف أنني أجد صعوبة في الاعتقاد بمرض للآلات». كان فيلم كريشتون السابق، روائي عام 1969 «سلالة أندروميدا» سنة 1971 عن مرض بيولوجي يشبه الفيروس خارج الأرض يهدد الجنس البشري.)

### 1974
يتم كتابة فيروس الأرنب (أو وابت)، وهو أكثر من كونه فيرس فهو قنبلة. فيروس الأرانب يقوم بعمل نسخ متعددة من نفسه على جهاز كمبيوتر واحد (وكان اسمه «الأرنب» للسرعة التي يتم بها) حتى يسد النظام، والحد من أداء النظام، قبل أن تصل أخيرا إلى عتبة تحطم الكمبيوتر.

### 1975
في نيسان / أبريل: كتب برنامج أنيمال بواسطة جون ووكر لنظام يونيفاك 1108. طلب برنامج أو لعبة أنيمال عددا من الأسئلة من المستخدم في محاولة لتخمين نوع الحيوان الذي كان المستخدم يفكر فيه، في حين أن البرنامج ذو الصلة المسمى بيرفاد يخلق نسخة من نفسه وأنيمال في كل دليل الذي كان يصل إليه المستخدم الحالي. ينتشر البرنامج عبر أونيفاك عن طريق تعدد المستخدمين عندما يكتشف المستخدمين الذين معهم أذونات متداخلة اللعبة، وإلى أجهزة الكمبيوترات الأخرى عندما يتم تقاسم الأشرطة. وقد تم كتابة البرنامج بعناية لتجنب الأضرار التي لحقت بهياكل الملف أو الدليل الحالي، وعدم نسخ نفسه إذا لم يتوجد أذونات أو إذا كان الضرر يمكن أن يؤدي. وبالتالي توقفت انتشاره من قبل ترقية نظام التشغيل التي غيرت شكل جداول حالة الملف الذي تستخدم لنسخ آمن. على الرغم من أنها غير خبيثة، «الحيوان السائد» يمثل أول طروادة «في البرية».
```
تم نشر رواية «شوك ويف رايدر» من قبل جون برونر، مما أدى إلى صياغة كلمة «دودة» لوصف برنامج ينشر نفسه عبر شبكة كمبيوتر.
[
5
]
```

## الثمنينيات (من 1980 إلى 1989)

### 1981
تم إنشاء برنامج يسمى إلك كلونر Elk Cloner، كتب لأنظمة أبل تو إي Apple II، بواسطة ريتشارد سكرنتا. وكان ينظر إلى أبل الثاني على أنها عرضة بشكل خاص للفيروسات بسبب تخزين نظام التشغيل على القرص المرن. تصميم إلك كلونر جنبا إلى جنب مع الجهل العام حول ما هي البرمجيات الخبيثة وكيفية الحماية ضده أدى إلى إلك كلونر كونها مسؤولة عن أول تفشي فيروس الكمبيوتر على نطاق واسع في التاريخ.

### 1983
تشرين الثاني / نوفمبر: مصطلح «فيروس» صاغه فريدريك كوهين في وصف برامج الحاسوب المتماثلة ذاتيا. في عام 1984 يستخدم كوهين عبارة «فيروس الكمبيوتر» - كما اقترح معلمه ليونارد أدلمان - لوصف تشغيل مثل هذه البرامج من حيث «العدوى». وهو يعرف «الفيروس» بأنه «برنامج يمكن أن» يصيب «برامج أخرى عن طريق تعديلها لتشمل نسخة ربما تطورت من نفسها». كوهين يدل على برنامج يشبه الفيروس على نظام VAX11 / 750 في جامعة ليهي. يمكن للبرنامج تثبيت نفسه في، أو إصابة، كائنات النظام الأخرى.